# Солона бухта
Соло́на бухта (крим. Tuzlu körfezi) — частина Козачої бухти, розташована між Козачою бухтою і мисом Фіолент, на західній частині Гераклейського півострова. Назву бухті дало солоне озеро, яке колись знаходилося неподалік і з якого в кінці XVIII ст. добували сіль.
З 7 вересня 2023 року місцевість передана до Бахчисарайського району Автономної Республіки Крим.
Раніше називалася Ліхтарі або Маячна.